# Enterbrain
Enterbrain (яп. エンターブレイン), ранее Enterbrain, Inc. (яп. 株式会社エンターブレイン кабусики гайся энта:бурэйн) — японское издательство, подразделение и импринт компании Kadokawa Future Publishing. Было основано 30 января 1987 года под названием ASCII Film Co., Ltd. (яп. アスキー映画株式会社 асуки: эйга кабусики-гайся). Под этой маркой публикуются журналы о компьютерных и видеоиграх, а также другие развлекательные журналы на тематику индустрии компьютерных игр, а также программное обеспечение для разработки игр «RPG Maker», «Fighter Maker», «Sim RPG Maker», «Shooter Maker», «IG Maker». Компанию возглавляет Хирокадзу Хамамура.
Enterbrain выпускает настольные ролевые игры Alshard, Blade of Arcana, Night Wizard!, Tenra War и другие.

## Журналы
- B’s LOG — журнал о видеоиграх для женской аудитории.
- Weekly Famitsu — новости и обзоры компьютерных игр.
- Famitsu PS2 — журнал, посвященный PlayStation 2.
- Famitsu Xbox — ежемесячный журнал, посвященный Xbox.
- Famitsu DS + Cube & Advance — ежемесячный журнал, посвященный Nintendo DS, Nintendo GameCube, Game Boy Advance.
- TECH Win DVD — журнал для компьютерных пользователей.
- Tech Gian — ежемесячный журнал, посвященный играм для взрослых.
- MAGI-CU
- Comic Beam — журнал манги.
- Harta (ранее Fellows![2]) — журнал манги.
- Arcadia — журнал, посвященный играм для аркадных автоматов.
- Sarabure — журнал о скачках.
- Famitsu Connect!On — журнал, посвященный онлайн-играм.
- Logout Tabletalk RPG Series— журнал, посвященный настольным играм.